# Cili
Cili, tidigare romaniserat Tzeli, är ett härad som lyder under Zhangjiajies stad på prefekturnivå i Hunan-provinsen i södra Kina.